# Managed Care Organization
Pour les articles homonymes, voir MCO.
 
Une Managed Care Organisation (MCO) est un type d'organisation d'assurance maladie aux États-Unis. Il compte deux types d'organisations avec des modèles différents : les PPO (Preferred Provider Organization (en)) et les HMO (Health Maintenance Organization (en)). Les HMO restreignent les soins de santé à l'intérieur d'un réseau spécifique (d'hôpitaux, de médecins, etc.), mais avec un PPO, plus coûteux, il est possible de consulter où on veut. 

## Description
Les HMO sont devenus très répandus depuis le Health Maintenance Organization Act of 1973 (en), qui a notamment requis des entreprises employant plus de 25 salariés qu'elles offrent à ces derniers la possibilité de souscrire gratuitement à une HMO.
Les HMO cherchent à réduire le coût de la santé (par exemple en ayant recours aux médicaments génériques...). Elles proposent des centres de santé où les consultations sont directes et négocient le coût des consultations et des interventions avec les intervenants.

## En Suisse
En 2012, l'introduction de ce type de gestion des assurances maladie a été rejeté par le peuple en votation.